# Diósgyőr
Diósgyőr je historická obec v Maďarsku, od roku 1945 spojená s městem Miskolcem a obcí Hejőcsaba do současného města Velký Miskolcs (Nagy-Miskolc), jejich zástavba již tvoří jeden urbanistický celek. Má kolem 60 tisíc obyvatel.

## Historie

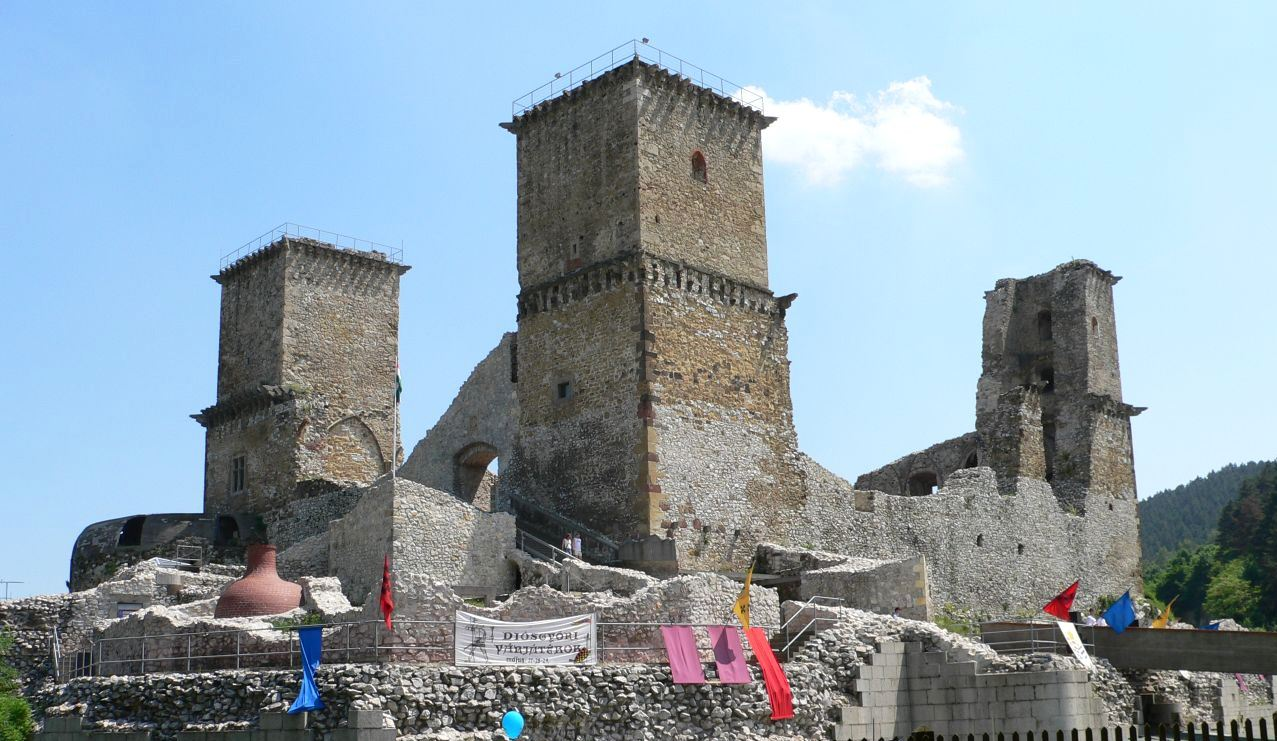
Zřícenina hradu Diósgyör

Region se stopami keltského a římského osídlení (doloženého archeologickými nálezy) byl v 9. století obsazen Maďary. Z nejstarší středověké architektury je znám románský hrad, který byl pobořen v letech 1240-1241 Mongoly. Uherský král Béla IV. na jeho troskách založil gotický hrad, písemně doložený k roku 1271. Ten patřil mezi oblíbené rezidence uherských králů a královen, v současnosti představuje hlavní památku a turistickou atrakci města Miskolce. Obec se rozvíjela po obou stranách údolí říčky Szinva výše po proudu, než samotný Miskolc. 
Dále zde působil klášter paulánů, který koncem 13. století založil István Ákos (1260-1315), syn bána Ernye z rodu Ákosů. Tento šlechtic a v letech 1307-1315 uherský palatin podporoval klášter až do své smrti. Byla v něm písařská dílna, v níž se kopírovaly rukopisy; v archivu v Györu se dochoval jeden misál, který pro kostel v Avasi opsal jistý mistr László. 
Po rozdělení země v roce 1526, vyplenil klášter Gáspár Serédy, stoupenec krále Ferdinanda I., neboť opat byl údajně stoupencem krále Jana Zápolského. V roce 1544 napadli region osmanští Turci. Roku 1549 nový majitel panství Zikmund Balassa klášter zničil a zmocnil se jeho majetku. V roce 1700 pauláni klášter obnovili a zrušil jej až císař Josef II. roku 1782.

## Ekonomika
V letech 1870-1999 zde sídlila jedna z nejvýznamnějších továren těžkého průmyslu v zemi, kterou založil Viktor von Erlanger. Ocelárna a válcovna Diósgyőr dodávala mostní konstrukce a kolejnice. Byla z nich od roku 1872 postavena například železniční trať Győr–Šoproň–Ebenfurth Vasút, páteřní komunikace Maďarska, končící v rakouském Ebenfurthu. Po pádu socialismu byla výroba postupně utlumena a roku 1999 zrušena úplně.

## Doprava
Městskou  a příměstskou dopravu zajišťují tramvajová linka a autobusy. Pro dálkovou dopravu zůstává důležitá železnice.

## Památky

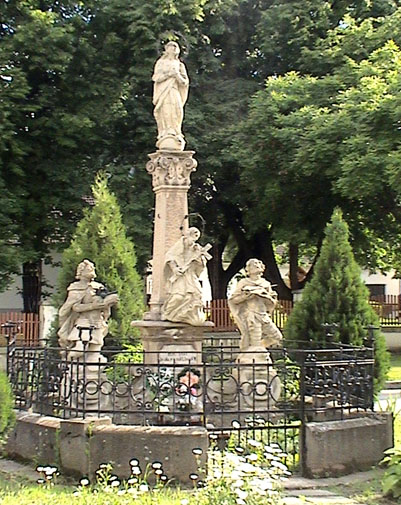
Mariánský sloup z roku 1738

- Hrad Diósgyőr, hrad typu kastel na čtvercovém půdorysu se čtyřmi obytnými věžemi, založili Arpádovci jako strážní roku 1270, byl pobořen roku 1945 a z poloviny zůstal zříceninou, v druhé polovině je muzejní expozice.
- Evangelický kostel, založený roku 1740 za Marie Terezie
- Řeckokatolický kostel
- Římskokatolický kostel sv. Štěpána krále, novorománská cihlová bazilika z let 1895-1907
- Mariánský sloup - barokní statue z roku 1738 se sochou Neposkvrněného početí P. Marie, mezi sochami sv. Jana Nepomuckého, sv. Šebestiána a Vavřince

## Sport
- Fotbalový tým Diósgyőri VTK byl založen roku 1910, hraje v I. lize a má svůj stadion v této části města.

## Slavní rodáci
- Béla Markup (1873–1945), maďarský sochař realismu a novoklasicismu
- Růžena Lysenková-Geislerová (1918–2013), česká herečka
- Attila Miklósházy SJ (1931–2018 Pickering) maďarský jezuita, koadjutor biskupa v Torontu a titulární biskup Castellum Minus.